# Abborrtjärnen (Säfsnäs socken, Dalarna, 666429-143252)
Abborrtjärnen är en sjö i Ludvika kommun i Dalarna och ingår i Göta älvs huvudavrinningsområde.